# Hermann Schulz (Eiskunstläufer)

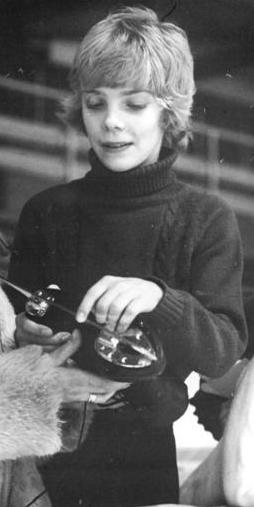
Hermann Schulz, 1974

Hermann Schulz (* 14. Dezember 1961 in Dresden) ist ein ehemaliger deutscher Eiskunstläufer des SC Einheit Dresden, der im Einzellauf für die DDR startete.
Schulz erlernte beim Dresdner DEC seine ersten Dreifachsprünge und feierte große Erfolge mit der Trainerin Ingrid Lehmann. Er nahm bereits mit 13 Jahren an der Europameisterschaft in Kopenhagen teil und platzierte sich auf dem achten Platz. In den folgenden Jahren war er Teilnehmer an Europameisterschaften (1980, 1981) und Weltmeisterschaften (1979, 1980). 1980 war er Angehöriger der DDR-Mannschaft bei den Olympischen Spielen in Lake Placid, die er als Elfter beendete. Sein bestes Weltmeisterschaftsergebnis war der zehnte Platz 1980.
1978 gewann er den Pokal der Blauen Schwerter in der Männerriege; für die Frauen war Katarina Witt erfolgreich. Hermann Schulz wurde 1981 DDR-Meister und bei der anschließenden Europameisterschaft in Innsbruck Vierter. Er musste aber im Jahr 1981 aus gesundheitlichen Gründen aufhören.
Hermann Schulz studierte Medizin, wurde zum Dr. med. promoviert und arbeitet als Internist in einem Dialysezentrum in Döbeln. Auf nationaler und internationaler Ebene des Eiskunstlaufs engagiert er sich als Preisrichter.

## Ergebnisse
| Wettbewerb / Jahr       | 1975 | 1976 | 1977 | 1978 | 1979 | 1980 | 1981 |
| ----------------------- | ---- | ---- | ---- | ---- | ---- | ---- | ---- |
| Olympische Winterspiele |      |      |      |      |      | 11.  |      |
| Weltmeisterschaften     |      |      |      |      | 12.  | 10.  |      |
| Europameisterschaften   | 8.   |      |      |      |      | 5.   | 4.   |
| DDR-Meisterschaften     | 2.   |      |      |      | 3.   | 3.   | 1.   |